# Decaschistia thorelii
Decaschistia thorelii är en malvaväxtart som beskrevs av Jean Baptiste Louis Pierre. Decaschistia thorelii ingår i släktet Decaschistia och familjen malvaväxter. Inga underarter finns listade i Catalogue of Life.